# Krakow Township (Michigan)
Krakow Township – miejscowość  w hrabstwie Presque Isle w stanie Michigan w USA. Według danych z 2010 roku Krakow Township zamieszkiwało ponad 700 osób. Nazwa miejscowości pochodzi od dawnej stolicy Polski, Krakowa.